# Níkos Anastasiádis
Níkos Anastasiádis (en griego: Νίκος Αναστασιάδης; Pera Pedi, Chipre; 27 de septiembre de 1946) es un político chipriota, líder del conservador Reagrupamiento Democrático (DISY) y presidente de su país desde el 28 de febrero de 2013 hasta el 28 de febrero de 2023.

## Biografía
Níkos Anastasiádis estudió derecho en Atenas y se licenció en 1971 en Londres en derecho marítimo. Trabajó como abogado mercantilista antes de entrar en política. 

## Carrera política
Anastasiádis fue elegido miembro de la Cámara de Representantes de Chipre en 1981 y es líder de su partido desde el 8 de junio de 1997.

### Campaña presidencial de 2013
Durante las elecciones presidenciales en Chipre de 2013, Anastasiádis basó su campaña electoral en la promesa de volver a conducir a Chipre por la senda europea, en medio de una crisis financiera y bancaria producida, en parte, por la debacle económica sufrida por Grecia. En particular, se comprometió a aplicar las reformas estructurales exigidas por la Comisión Europea para obtener ayudas económicas. 
Ganó la primera ronda de las elecciones con un 45,46% de los votos y consiguió el 57,5% en la segunda ronda. Su principal rival fue el candidato comunista Stávros Malás.

### Presidencia de Chipre
Durante su mandato Anastasiádis se ha enfrentado a varios desafíos, como pactar el rescate para el país, sumido en una profunda crisis y muy ligado a la debilitada economía griega, y negociar la posible reunificación de la isla, dividida entre grecochipriotas y turcochipriotas desde la invasión del norte de la isla por Turquía en 1974.
Una de las medidas de mayor trascendencia se produjo tras sólo quince días en el gobierno, cuando se hizo público el 16 de marzo de 2013 un rescate financiero, negociado entre la Unión Europea y su gobierno, que incluía una penalización cercana al 7% de los depósitos bancarios, lo cual produjo numerosas reacciones en toda Europa.
Recorta las prestaciones sociales, las pensiones y los salarios en los sectores público y privado, al tiempo que aumenta el IVA y los impuestos sobre el combustible. También decide reducir el número de funcionarios.

## Evasión fiscal
En octubre de 2021, su nombre se menciona en los Papeles de Pandora.

## Vida privada
Casado con Andri Moustakoudes, son padres de dos hijos: Elsa e Ino Anastasiadis.

## Galería

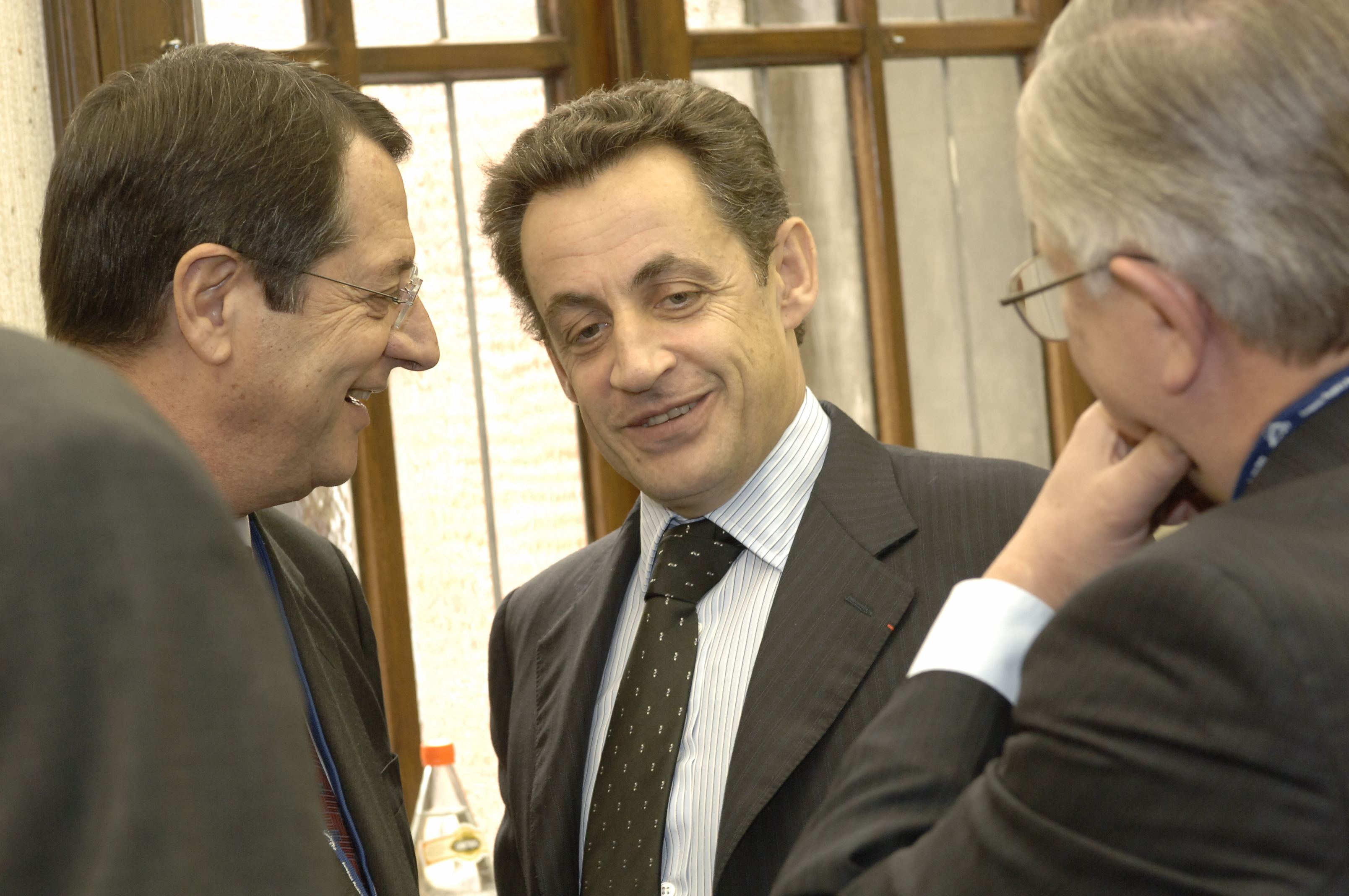
Nikos Anastasiadis con el Expresidente de Francia Nicolas Sarkozy
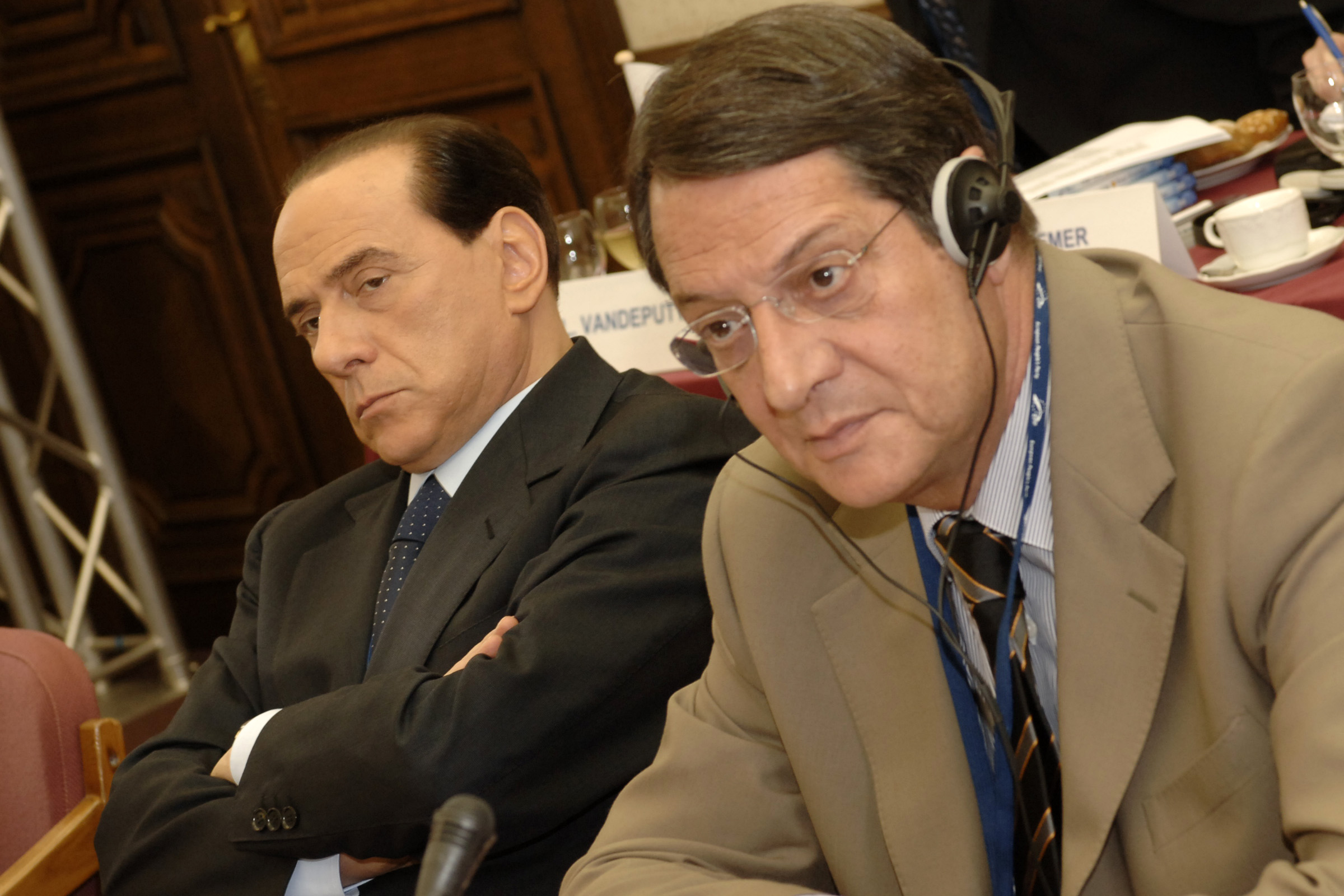
Nikos Anastasiadis con el ex Primer Ministro de Italia Silvio Berlusconi
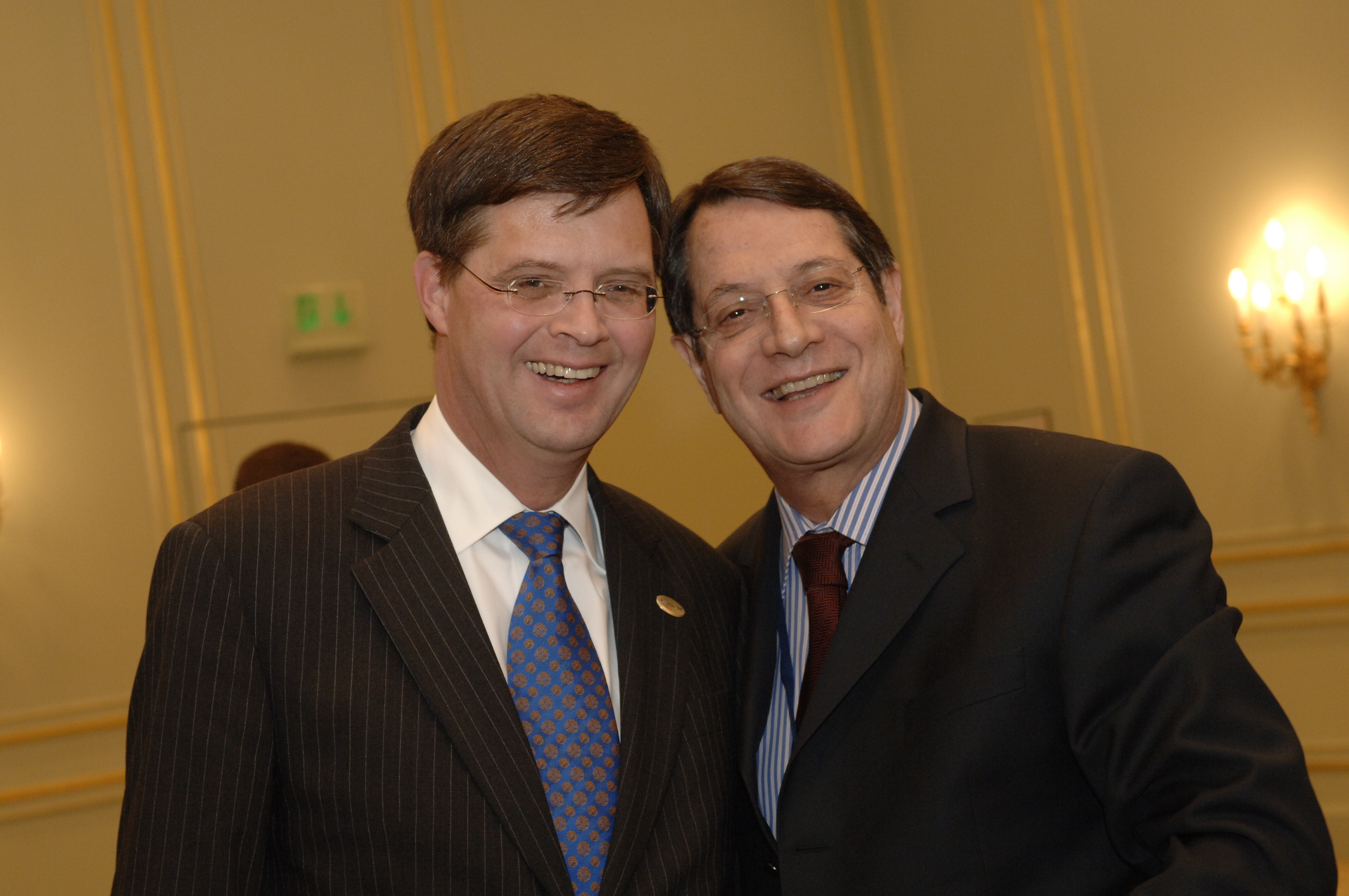
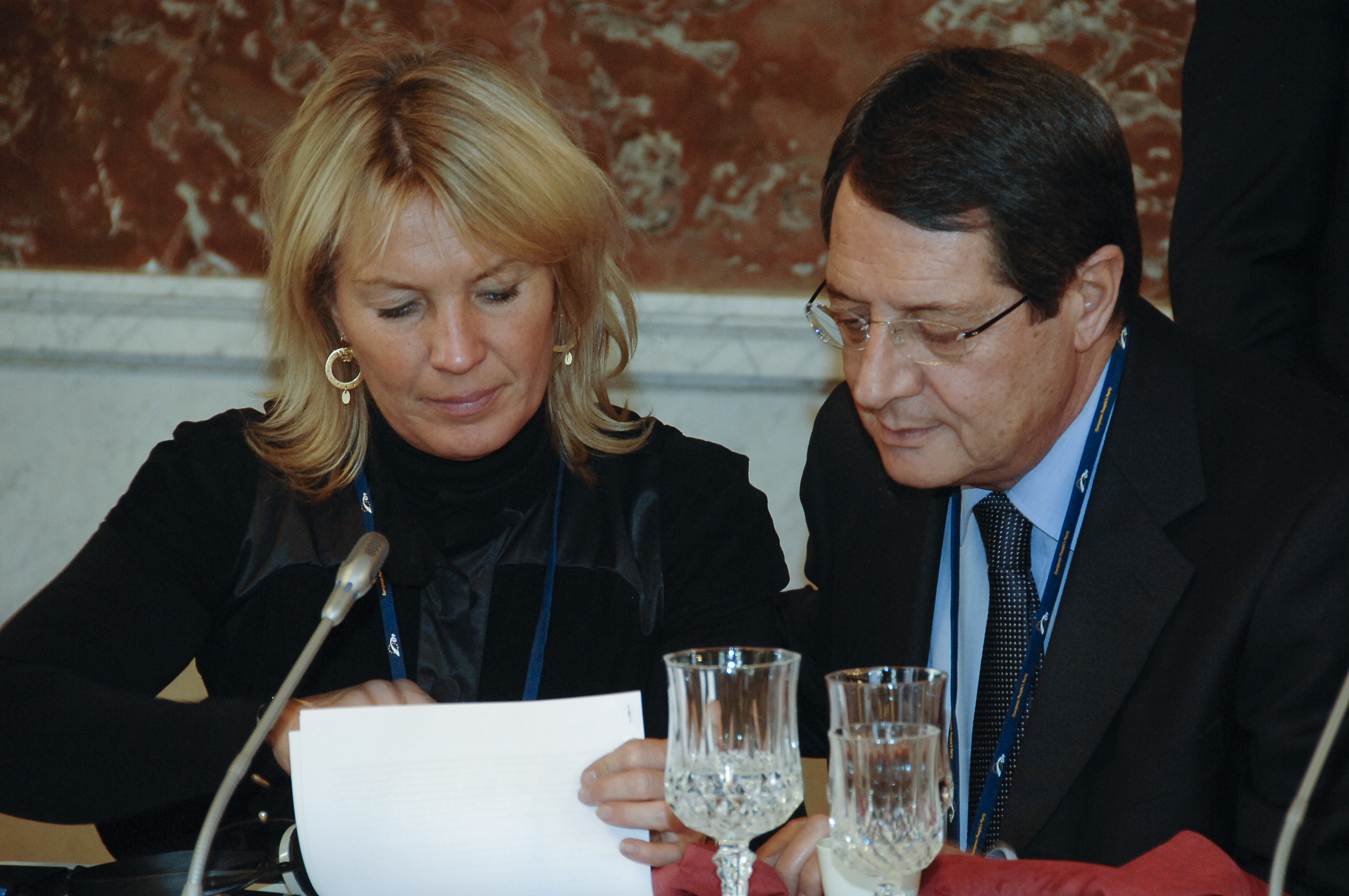
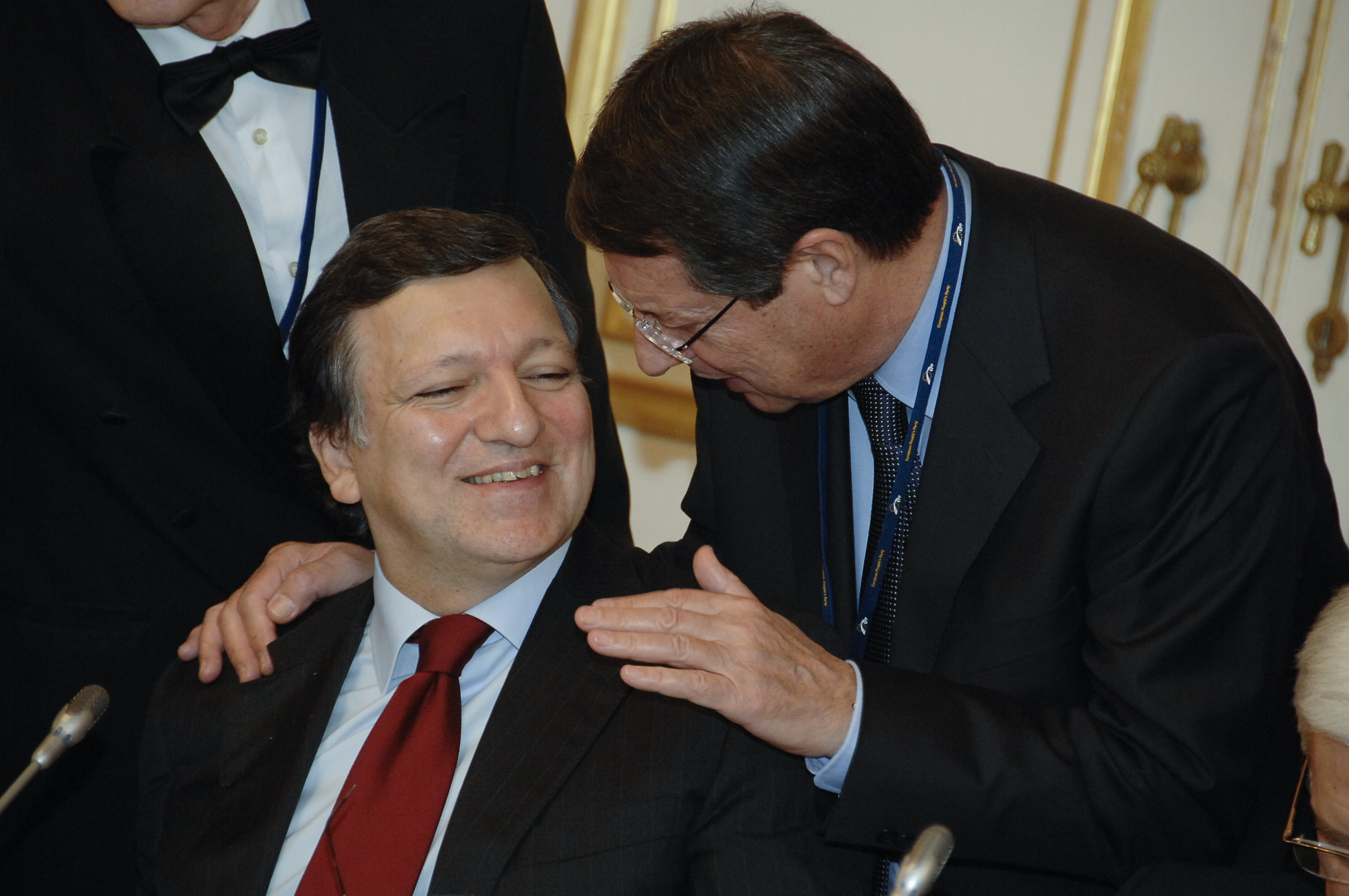
Nikos Anastasiadis con el Expresidente de la Comisión Europea José Manuel Barroso
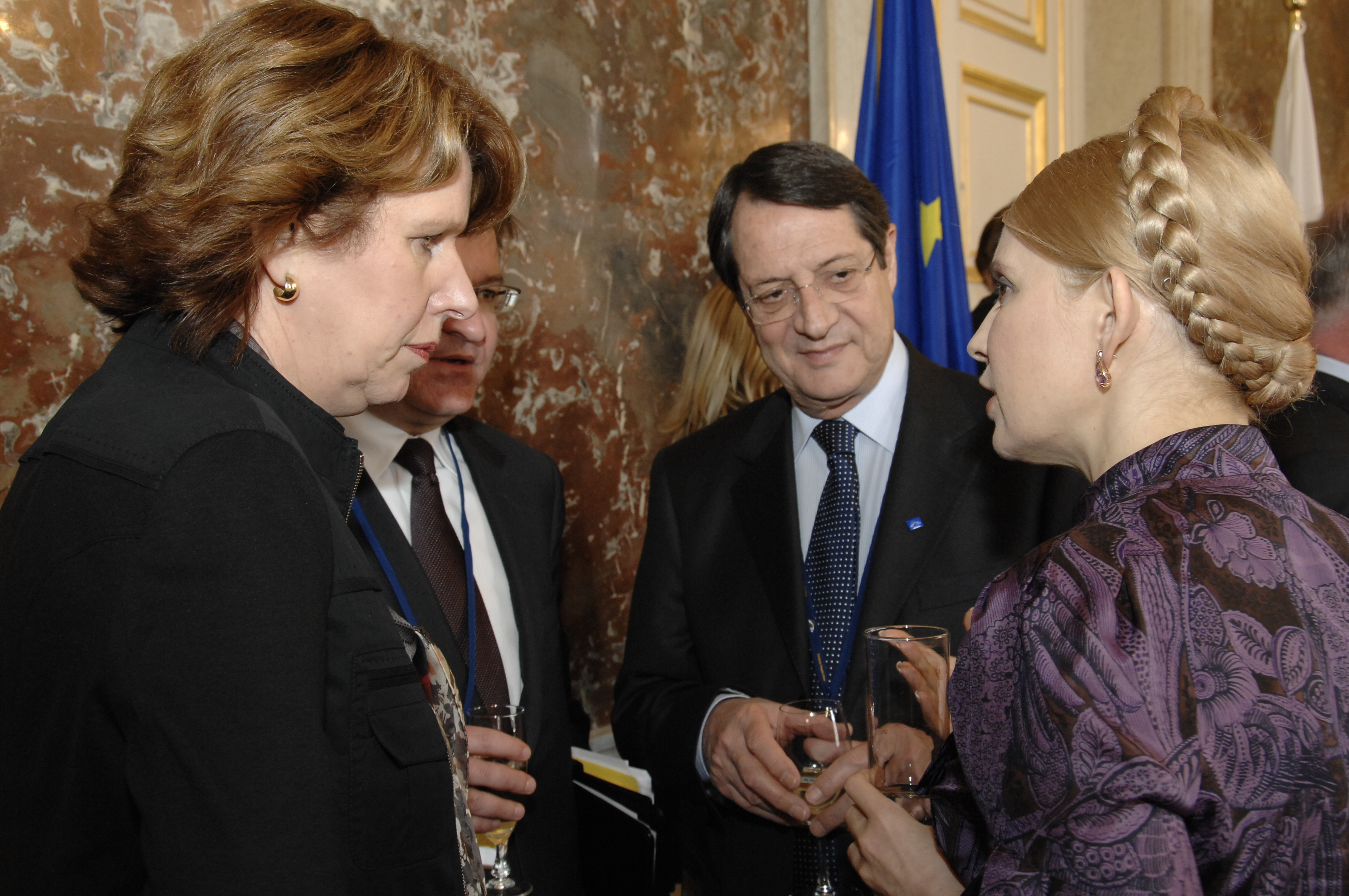
Nikos Anastasiades con la entonces Primer Ministro de Ucrania, Yulia Tymoshenko
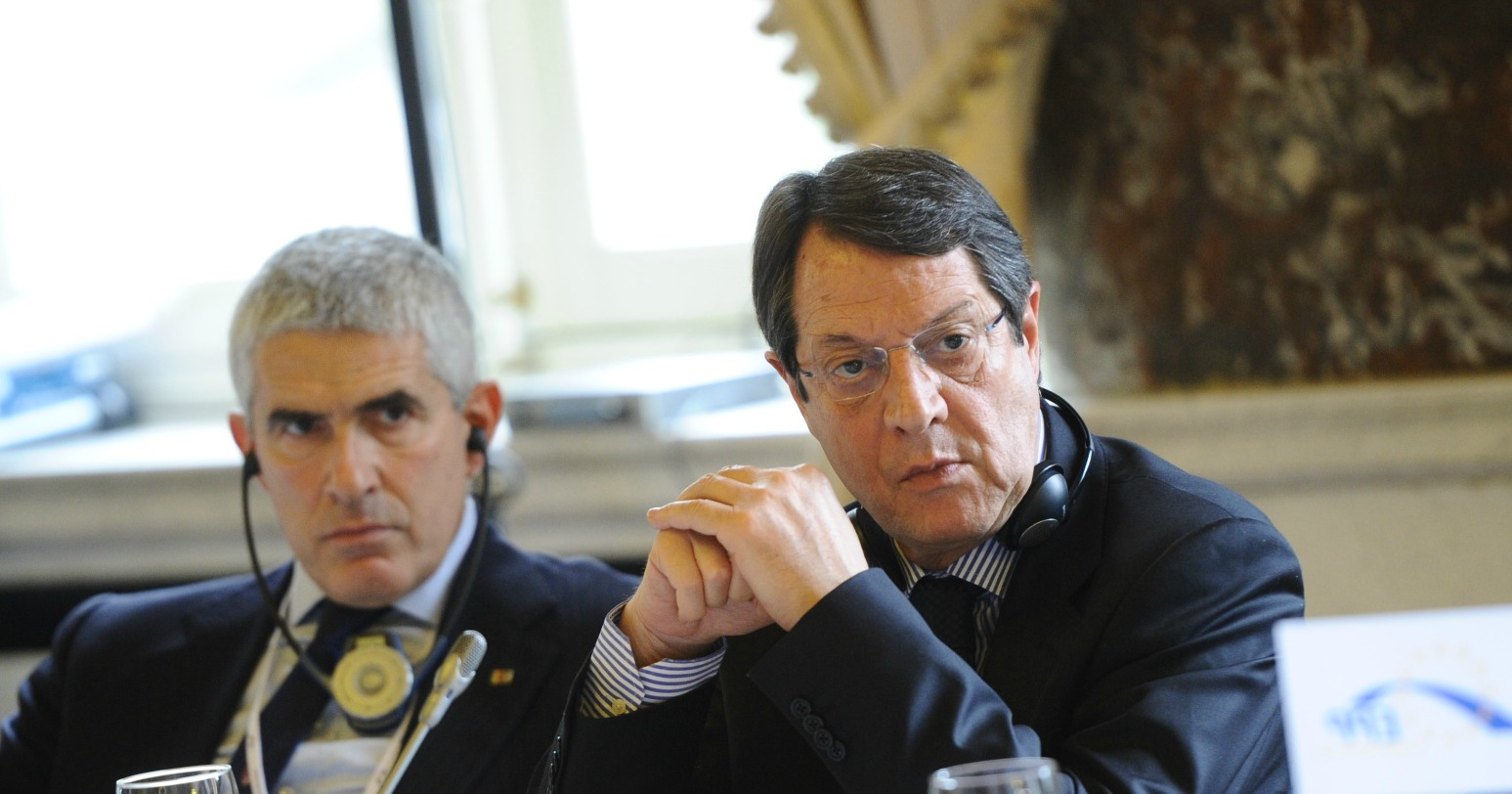
Nikos Anastasiadis con Pier Ferdinando Casini
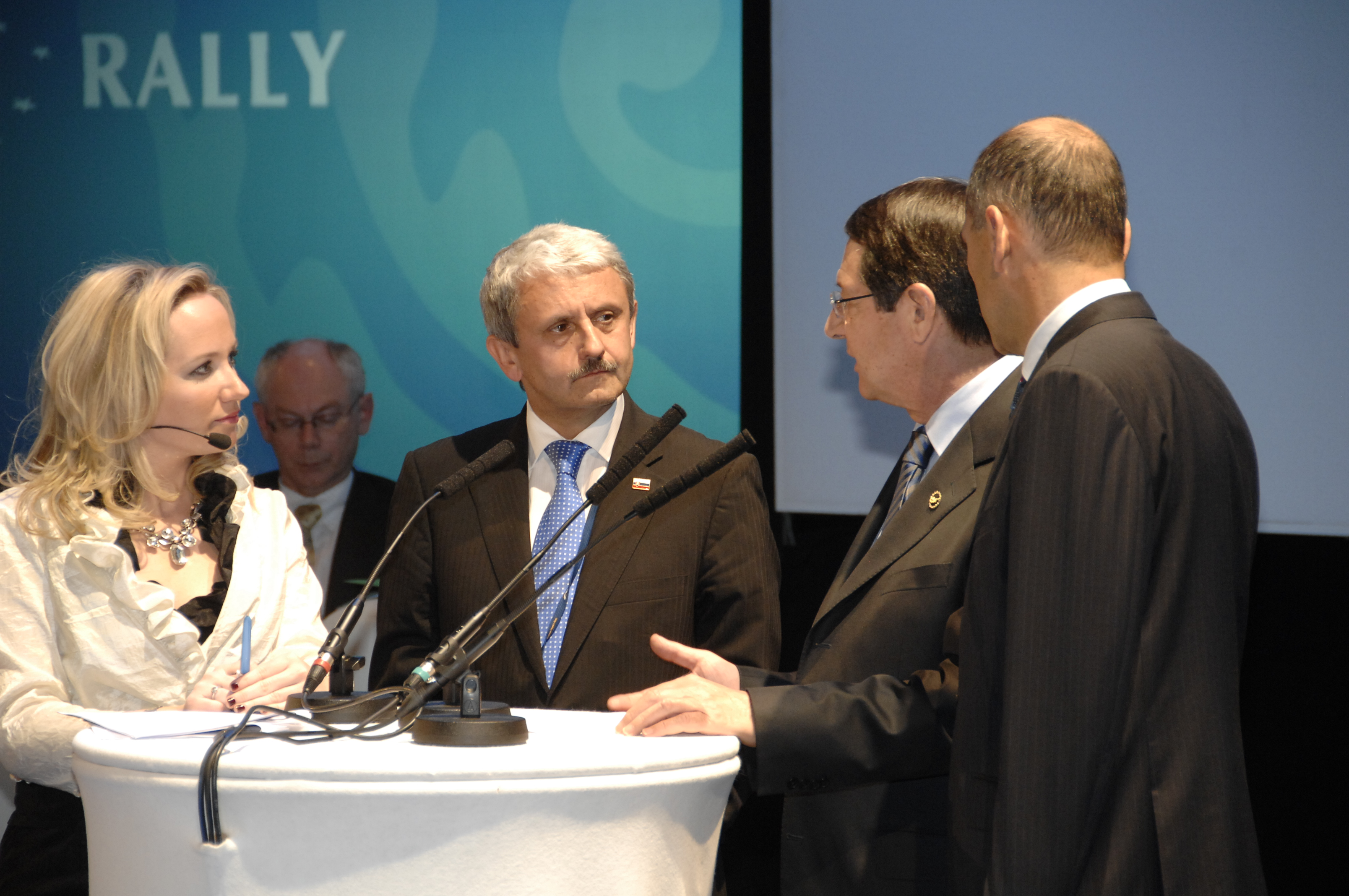
Nikos Anastasiadis en la cumbre del Partido Popular Europeo en Varsovia
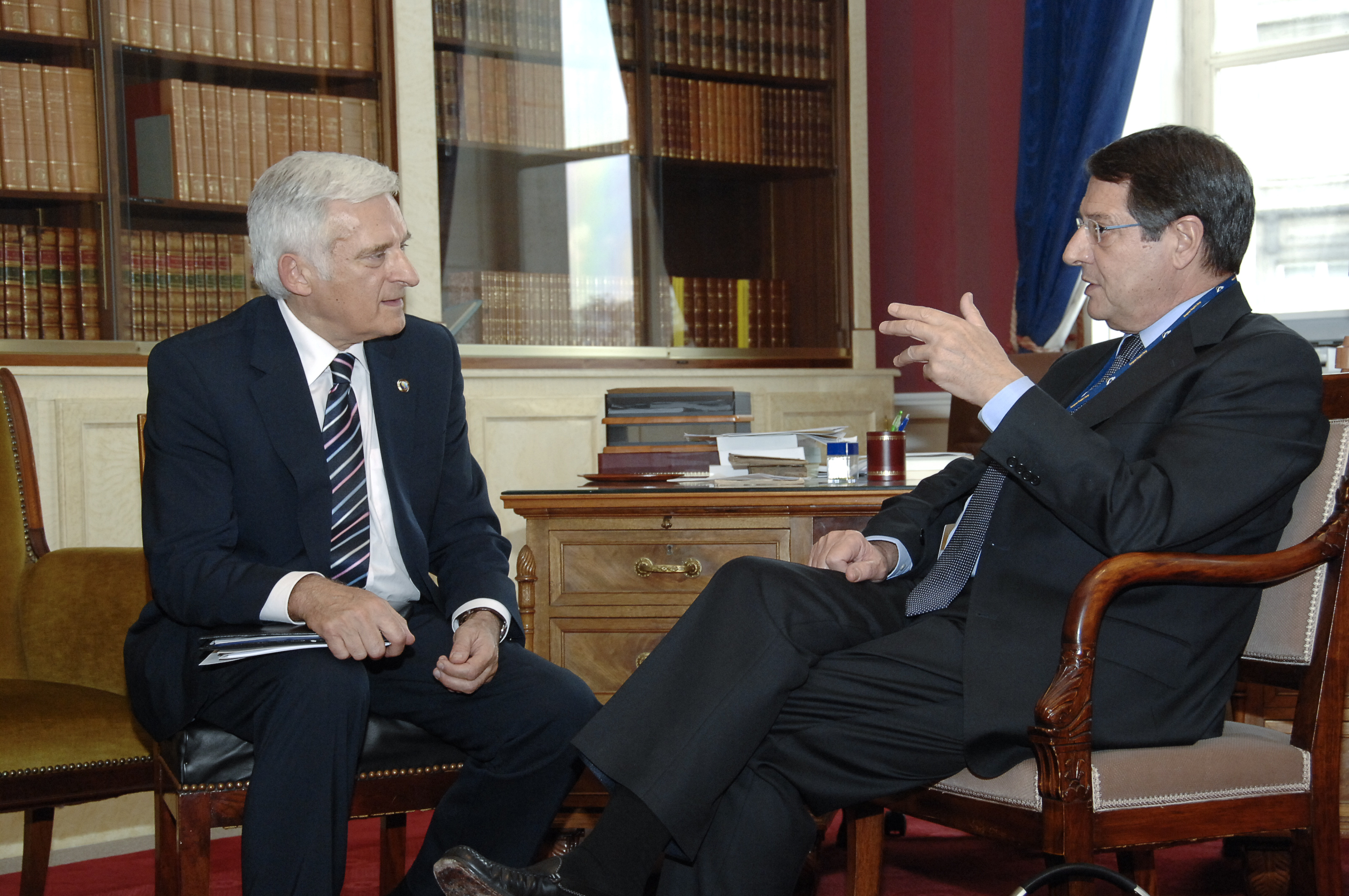

| Predecesor: Dimítris Christófias | Presidente de Chipre 2013 - 2023 | Sucesor: Níkos Christodoulídis |